# Javor Gardev
Javor Gardev (en bulgare : Явор Гърдев ; SBOTCC : Yavor Gardev), né le 23 février 1972 à Sofia (Bulgarie), est un réalisateur et metteur en scène bulgare.

## Biographie

### Formation
- Université Saint-Clément d'Ohrid de Sofia

## Filmographie

### Au cinéma
- 2008 : Zift (Dzift)
- 2020 : Icare (Икария)

## Récompenses et distinctions
Son film Zift a remporté des prix aux festivals :
- Golden Chest International Television Festival
- Golden Rose Bulgarian Feature Film Festival (en)
- Festival international du film de Moscou
- Palić Film Festival (en)
- Salerno Film Festival (en)
- Festival international du film de Sofia
- Wiesbaden goEast
- Festival international du film de Mar del Plata (nomination)
- Festival international du film de Santa Barbara (nomination)